# 2011 في لبنان
فيما يلي قوائم الأحداث التي وقعت خلال عام 2011 في لبنان.

## سياسة

### تعيين في المنصب
- 13 يونيو – نجيب ميقاتي رئيس وزراء لبنان.

### انتهاء فترة المنصب
- 1 يونيو – إبراهيم نجار عضو مجلس النواب اللبناني.
- 13 يونيو – سعد الدين الحريري رئيس وزراء لبنان.

## أفلام
من الأفلام التي صدرت هذه السنة في لبنان:
- 1 يناير – بيروت بالليل من إخراج دانيال عربيد.
- 1 يناير – وهلأ لوين؟ من إخراج نادين لبكي.

## كتب
من الكتب التي صدرت هذه السنة في لبنان:
- 1 يناير – تبليط البحر من تأليف رشيد الضعيف.

## وفيات

### مايو
- 8 مايو – فيصل مولوي (مواليد 1941)

### يوليو
- 25 يوليو – محمود مبسوط (مواليد 1941)

### سبتمبر
- 1 سبتمبر – كمال الصليبي (مواليد 1929) أستاذ جامعي ومؤرخ لبناني.